# Nemo (Nathan Never)
Nemo je izmišljeni lik iz talijanskog stripa Nathan Never. On je klon naslovnog junaka, Nathana Nevera.

## Biografija lika

### Rođenje
Kada je kriminalka Susan Connery 2097. godine (po futurističkom kalendaru) otela Nathana, kopirala je njegov um i sjećanja u biološko računalo (koje je izumio Mister Jinx) zajedno s uzorkom njegove DNK kako bi ga ubila, i kasnije opet klonirala. No ona je bila poražena, a kopija Nathanovih sjećanja je ostala u računalu.
U još daljoj budućnosti, tijekom Biotehnoloških ratova, sukoba između ljudi i tehnodroida, poluljudi-polustrojeva načinjenih od živog metala, Nathanova kćer Ann (sada s imenom Dakkar), vođa ljudskog pokreta otpora tehnodroidima, je pronašla Susanin laboratorij i u njemu uspjela klonirati svog oca. Klonirani Nathan je uzeo ime Nemo, jer je uvijek bio obožavatelj kapetana Nema i romana 20.000 milja pod morem.

### Rat
Nemo i Dakkar su nastavili s borbom protiv preostalih zemaljskih tehnodroida, te stupili u kontakt s drevnom japanskom tajnom organizacijom, koja se 1500 godina ranije borila protiv Selene, ženskog tehnodroida koji je bijegom vremenskim strojem dospio u prošlost, u srednjovjekovni Japan. U njihovoj bazi Nemo i Dakkar su sagradili podmornicu Nautilus, koja je postala njihova pokretna baza. Nemov zamjenik na podmornici postao je robot Link, koji je godinama ranije surađivao s originalnim Nathanom Neverom. Nemov lik se počeo pojavljivati na svim televizijskim programima na planetu, pozivajući ljude na otpor tehnodroidima, i on je postao neka vrst urbane legende.
Ali svemirski tehnodroidi pod vodstvom Neosa, iznenada napadaju Zemlju i uspjevaju uništiti veći dio površine planeta. Istodobno napadaju i Nautilus pri čemu robot C-O9 biva uništen a tehnodroidi u sukobu uspjevaju zarobiti Dakkar i njeno tijelo je iskorišteno za ugošćavanje superiornog ženskog tehnodroida zvanog Artisia.
Vjerujući da je Dakkar mrtva, Nemo se sve više udaljavao od posade, sve dok jednog dana nije donio zastrašujuću odluku; svi su morali napustiti podmornicu, a on je ostao sam. Programirao je Nautilus da automatski plovi i potpuno je napustio borbu. Samo je Linku i Kaede, jednoj od vođa japanske organizacije, dopustio da ostanu s njim. Osamio se i provodio sve vrijeme čitajući knjige.
No jednog dana, Link je senzorima na površini otkrio brodić na kojem je bilo troje ljudi, Susan Strong te supružnici Paul i Marie Dukakis, preživjeli iz tehnodroidskog napada. Vidjevši da se tehnodroidski simbiot iz svemira sprema napasti, Kaede i Link su Nemu u čaj stavili uspavljujuće sredstvo, znajući da on ne bi dopustio da se Nautilus mješa u to. Link je izronio i uništio simbiota te spasio Susan, Paula i Marie, te ih odveo na Nautilus.
Nekoliko sati kasnije, lutajući podmornicom, Susan je pronašla Nemovu knjižnicu, i u njoj samog Nema.